# Luleälvsbron
Die Luleälvsbron (deutsch: Brücke über den Luleälven) war eine kombinierte Straßen- und Eisenbahnbrücke der Inlandsbahn in Schweden mit einem gleichnamigen Haltepunkt. Am 21. November 1927 wurde der planmäßige Eisenbahnverkehr zwischen Porjus und Jokkmokk aufgenommen. Der Straßenverkehr und der Haltepunkt wurden 1973 aufgegeben.

## Geografische Lage
Die Brücke überquert den Stora Luleälven etwa 6 km südlich von Porjus bei Streckenkilometer 289,550. Heute führt die Europastraße 45 an der linken Flussseite entlang, ohne den Stora Luleälven zu überqueren. Die Brücke liegt in der Provinz Norrbottens län.

## Bauwerkbeschreibung
Die Brücke hat eine Länge von 192,5 m und wurde 1921 von Motala Verkstad gebaut. Mit den drei Stützpfeilern entstanden vier Segmente zu 39,7 m + 57,0 m + 39,5 m + 39,6 m Länge. Da damals schon beschlossen war, dass der Fluss aufgestaut werden sollte, wurden Granitstützen und Stahl-Fachwerkträger verwendet. Die Brücke befand sich dann 40 m über dem niedrigsten Wasserstand und stellte im Tal einen imposanten Anblick dar. Mit dem Bau der Staumauer fielen etliche Meter der ursprünglichen Höhe unter die Wasseroberfläche.
Die Brücke gehört zu den kulturhistorisch wertvollen Bauwerken der Provinz Norrbotton.